# 宝飾デザイナー
宝飾デザイナー（ほうしょくデザイナー、英：Jewelry designer）とは、装身具（アクセサリー）やインテリア小物・工芸品等に使用される、宝石、貴金属等をデザインするデザイナーのこと。ジュエリーデザイナーと呼ばれることもある。また、アートジュエリーや芸術的な宝飾品を手掛ける場合は宝飾家と呼ばれる場合がある。
対象となるアクセサリーとしては、指輪、ネックレス、ブレスレッド、ブローチなど多岐に渡る。
宝石に関する知識や技術のみならず、貴金属（特に、金、銀、プラチナなど）に関する知識や技術も必要とされる。
現代の宝飾デザイナーは、企業内デザイナーであることが多い。

## 著名なジュエリー・デザイナー

### 日本
- 平松保城
- 石川暢子
- 岩倉康二
- 村松司
- 水野薫子
- 小寺智子
- 梶光夫

### 海外
- ルネ・ラリック
- ルイス・カムフォート・ティファニー
- ジョエル・アーサー・ローゼンタール（英語版）
- ジュリオ・マンフレディ

## 宝飾デザイナーの教育機関
- 山梨県立宝石美術専門学校
- 日本宝飾クラフト学院
- 東京デザイン専門学校
- 文化服装学院
- ヒコ・みずのジュエリー・カレッジ